# Фридрих Михаел фон Пфалц-Цвайбрюкен
Фридрих Михаел фон Пфалц-Цвайбрюкен (на немски: Friedrich Michael von Pfalz-Birkenfeld) e френски граф на Цвайбрюкен, член на династията „Вителсбахи“ и Пфалц-Цвайбрюкен-Биркенфелд.

## Живот
Роден е на 27 февруари 1724 г. в град Рибовиле, Елзас. Той е син на син на Кристиан III (1674 – 1735) и Каролина фон Насау-Саарбрюкен (1704 – 1774).
Той е пфалцграф, фелдмаршал, губернатор на Манхайм и главнокомандващ на Имперската армия по време на Седемгодишната война (1758).

## Семейство
Женен е от 1746 г. в Мюнхен за Мария Франциска фон Зулцбах (1724 – 1794), дъщеря на наследствения принц Йозеф Карл от Пфалц-Зулцбах. Заедно имат пет деца:
- Карл II Август (1746 – 1795), пфалцграф и херцог на Цвайбрюкен, женен 1774 г. за принцеса Мария Амалия Саксонска (1757 – 1831)
- Клеменс Август Йозеф Фридрих (1749 – 1750)
- Мария Амалия Августа (1752 – 1828), 1769 г. омъжена за Фридрих Август I курфюрст и по-късно крал на Саксония, избран крал на Полша и херцог на Варшава (1750 – 1827)
- Мария Ана (1753 – 1824), 1780 г. омъжена за херцог Вилхелм Баварски (1752 – 1837)
- Максимилиан I Йозеф (1756 – 1825), баварски крал, женен 1. 1785 г. за принцеса Августа Вилхелмина фон Хесен-Дармщат (1765 – 1796), 2. 1797 г. за принцеса Каролина Баденска (1776 – 1841)

По-късно има и незаконен син от любовницата си Луиз Шеву:
- Карл Фридрих Щефан (1767 – 1834), барон на Шьонфелд (1813), граф на Отинг и Фюнфщетен (1817). Дъщеря му Луиз е омъжена за Август фон Зенарцеленс де Гранци.